# Federico Bolognesi Bolognesi
Pour les articles homonymes, voir Bolognesi.
Bolognesi  Bolognesi est un nom espagnol. Le premier nom de famille, en général paternel, est Bolognesi ; le second, en général maternel, souvent omis, est Bolognesi.
Federico Roberto Bolognesi Bolognesi, né le 7 juin 1892 à Callao et mort le 4 septembre 1958 à Lima, est un homme d'affaires et chef d'entreprise péruvien, second vice-président du Pérou (es) de 1950 à 1956, sous la dictature de Manuel A. Odría. 

## Biographie
Federico Bolognesi Bolognesi est le fils de Federico Bolognesi Medrano et d'Ana Bolognesi Coloma, qui étaient cousins. Il est le petit fils du héros de la bataille d'Arica Francisco Bolognesi. Il effectue ses études au Colegio Sagrados Corazones Recoleta (es) à Lima, puis déménage à Piura où il termine ses études au Colegio San Miguel (es).
À partir de 1908, il s'engage dans le commerce et devient homme d'affaires. Il contribue au développement de l'industrie et de l'agriculture dans le département de Piura. Il est consul de France, puis du Panama à Paita. De 1930 à 1931, il est président de la société du Bien-être de Piura, puis est membre de la commission pour l'irrigation en 1934. Il est promoteur pour une société de développement économique régional.
À la suite des élections générales de 1939 (en), il est élu sénateur pour Piura. Dans le premier gouvernement de Manuel Prado Ugarteche, il est second vice-président du Sénat de 1939 à 1940. Il retourne en politique à la suite des élections générales de 1950 (en), et est nommé second vice-président sous la dictature d'Odría, avec Héctor Boza comme premier vice-président. Il n'a jamais l'occasion de remplir son poste, puisque même lorsque le président est absent à l'étranger, il est considéré comme en fonction.
Il épouse María Loret de Mola Escobar, avec qui il a une fille. Elle meurt en 1975.